# فيلي ميتشيل
فيلي ميتشيل (بالإنجليزية: Willie Mitchell)‏ هو لاعب كرة قدم أمريكية أمريكي، ولد في 28 أغسطس 1940 في سان أنطونيو في الولايات المتحدة.

## وصلات خارجية
- فيلي ميتشيل على موقع مرجع كرة القدم المحترفة.كوم (الإنجليزية)